# Vidin Smurdan Airfield
Vidin Smurdan Airfield är en flygplats i Bulgarien.   Den ligger i regionen Montana, i den nordvästra delen av landet, 150 km norr om huvudstaden Sofia. Vidin Smurdan Airfield ligger 39 meter över havet.
Terrängen runt Vidin Smurdan Airfield är platt. Närmaste större samhälle är Vidin, 5,8 km sydost om Vidin Smurdan Airfield.
Trakten runt Vidin Smurdan Airfield består till största delen av jordbruksmark. Runt Vidin Smurdan Airfield är det ganska tätbefolkat, med 134 invånare per kvadratkilometer.